# اوبونتو میت
اوبونتو میت (به انگلیسی: Ubuntu MATE، /ʊˈbʊntu māt) یک توزیع لینوکس رایگان، آزاد، متن‌باز و مشتق رسمی اوبونتو است. تمایز اصلی آن از اوبونتو (به انگلیسی: Ubuntu) این است که از محیط رومیزی میت (به انگلیسی: MATE) به عنوان رابط کاربری پیش فرض خود (بر اساس گنوم ۲) به جای محیط رومیزی گنوم ۳ که رابط کاربری پیش فرض اوبونتو است، استفاده می کند.